# Erich Achmüller
Erich Achmüller (* 30. Juni 1946 in Sand in Taufers) ist ein Südtiroler Politiker.
Achmüller besuchte die Grundschule in seiner Heimatgemeinde Sand in Taufers und die Mittelschule am Vinzentinum in Brixen. Nach der Matura in Meran absolvierte er ein Sprachen- und Literaturstudium, das er 1972 abschloss. In der Folge arbeitete er als Lehrer.
Politisch aktiv wurde Achmüller 1968 in der lokalen Ortsgruppe der Südtiroler Volkspartei (SVP) von Kematen. Innerhalb der SVP übernahm er sowohl auf Bezirks- als auch auf Landesebene diverse Funktionen. 1975 zählte er zu den maßgeblichen Mitbegründern des parteiinternen Arbeitnehmer-Flügels, dem er bis 1989 vorstand. 1973 wurde Achmüller erstmals in den Südtiroler Landtag und damit gleichzeitig den Regionalrat Trentino-Südtirol gewählt. Von 1979 bis 1981 sowie kurzzeitig von Dezember 1983 bis Mai 1984 fungierte er als Landtagspräsident; von 1981 bis 1983 sowie von 1986 bis 1987 amtierte er als Regionalratspräsident (in den Jahren 1978–1981 und 1984–1986 diente er als Regionalratsvizepräsident). Im Jahr 1987 wurde er als Landesrat Mitglied der Südtiroler Landesregierung, der er – zunächst unter Landeshauptmann Silvius Magnago (Kabinett Magnago VI), später unter Luis Durnwalder (Kabinett Durnwalder I und Durnwalder II) – bis 1999 angehörte. Er betreute in diesen Jahren zunächst die Ressorts Personal, Datenverarbeitung und Zivilschutz, später Personal, Datenverarbeitung, Umwelt und Jugend, sowie zuletzt Umwelt und Arbeit.